# Via anteriore d'anca
La via anteriore d'anca o via chirurgica di Smith-Petersen è una tecnica chirurgia ortopedica.
L'incisione praticata risulta molto lunga e contorna la metà anteriore della cresta iliaca per raggiungere la spina iliaca 
antero-superiore. Da qui essa decorre curvando verso il basso fino a diventare verticale per circa altri 8–10 cm puntando verso il margine laterale della rotula.
Vengono usati due piani internervosi: 
- Il piano superficiale si trova tra il sartorio (nervo femorale) ed il tensore della fascia lata (nervo gluteo superiore);
- Il piano profondo passa invece tra il retto femorale (nervo femorale) ed il gluteo medio (nervo gluteo superiore).

## Cronologia
La cronologia dell'utilizzo di questo accesso:
- 1830 Hueter
- 1878 Sprengel
- 1907 Bardenheuer
- 1924 Depuy de Frenelle
- 1949 Smith – Peterson
- 1974 Letournel e Judet

Negli ultimi anni si sono sviluppate diverse tecniche che hanno riportato in luce questo approccio ma con una incisione cutanea decisamente inferiore (circa 10 cm). Il vantaggio di questo tipo di via è legato all'accedere all'articolazione attraverso un piano internervoso, quindi senza denervazione e sfruttando una "finestra" muscolare già naturalmente aperta.